# Narcao
Narcao is een gemeente in de Italiaanse provincie Zuid-Sardinië (regio Sardinië) en telt 3384 inwoners (31-12-2004). De oppervlakte bedraagt 86,1 km², de bevolkingsdichtheid is 39 inwoners per km².
De volgende frazioni maken deel uit van de gemeente: Riomurtas, Terraseo, Pesus, Is Meddas, Is Sais, Is Aios, Terrubia, Is Cherchis.

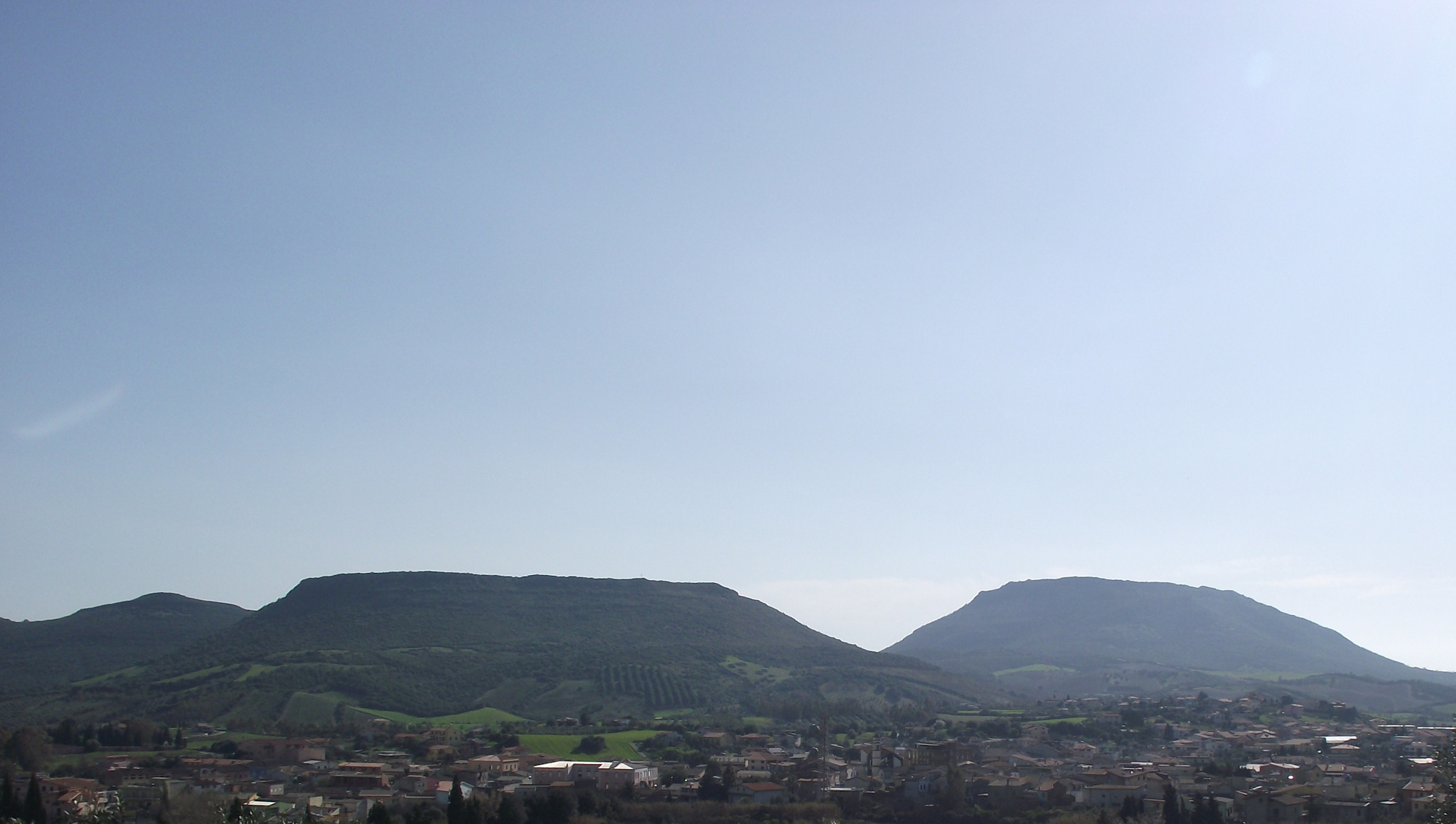
Narcao
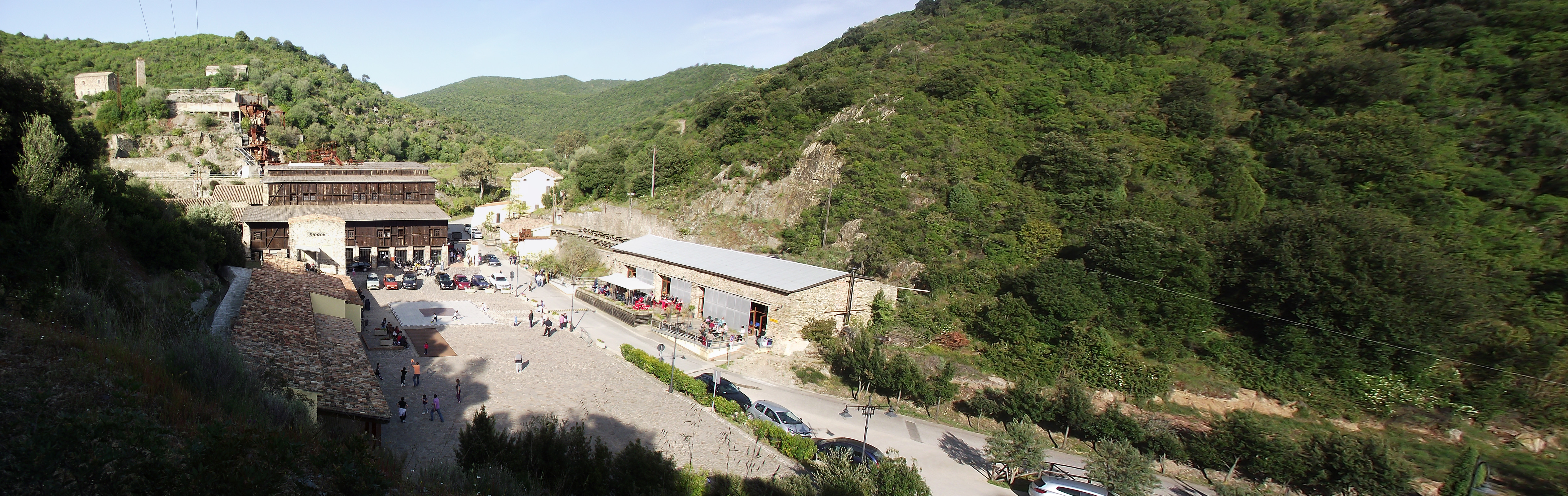
Miniera di Rosas

## Demografie
Narcao telt ongeveer 1162 huishoudens. Het aantal inwoners daalde in de periode 1991-2001 met 6,0% volgens cijfers uit de tienjaarlijkse volkstellingen van ISTAT.
| Jaar | Inwoneraantal |
| ---- | ------------- |
| 1991 | 3579          |
| 2001 | 3365          |

## Geografie
Narcao grenst aan de volgende gemeenten: Carbonia, Iglesias, Nuxis, Perdaxius, Siliqua (CA), Villamassargia, Villaperuccio.